# Hingeon
Hingeon (en wallon Éndjon) est un village de la commune belge de Fernelmont située en Région wallonne dans la province de Namur.
C'était une commune à part entière avant la fusion des communes de 1977. 

## Géographie

### Situation
Hingeon est situé plus exactement entre les villages de Franc-Waret et de Pontillas (autres villages de Fernelmont) ainsi que Petit-Waret. Hingeon est traversé par la Nationale 80 et possède des entrées et sorties d'autoroute sur l'E42.

### Hydrographie
Le village est également traversé par un ruisseau, le "Ry Bolain".

## Évolution démographique
- Source: DGS, 1831 à 1970=recensements population, 1976= habitants au 31 décembre

## Héraldique
|  | Le blason est issu des armoiries des comtes de Ponty, seigneurs d'Hingeon de 1626 à 1793. Ce blason est utilisé comme sceau communal depuis le XVIIIe siècle, mais n'a jamais été accordé officiellement. Blasonnement : D'azur à trois étoiles à cinq rais d'or accompagnées d'un franc-quartier du second chargé d'un lion de sable, armé, couronné et lampassé de gueules qui est de Ponty. Source du blasonnement : Blason d'Hingeon sur le site Heraldry-wiki.com |

## Patrimoine et culture

### Patrimoine architecture
- Eglise Saint-Médard. Construite en 1872 par l'architecte provinciale Degreny, le clocher à été reconstruit par l'architecte Thibaut en 1965 à 1969[1].
- Ferme du Tilleul, rue des Frères Stasse. Citée comme propriété de Nicolas de Ponty au début du XVIIe siècle[2].
- Ancienne ferme de l'abbaye de Floreffe. Reconstruites aux XVIIIe et XXe siècles[3].